# Jean Soldini
Pour les articles homonymes, voir Soldini.
Jean Soldini, né le 13 mars 1956 à Lugano, est un philosophe, historien d'art spécialiste d'Alberto Giacometti, et poète de nationalité suisse et française. 

## Biographie
Il a étudié à Paris où, en 1995, il a obtenu l'Habilitation à diriger des recherches après avoir obtenu un doctorat nouveau régime en philosophie (esthétique) et un doctorat de troisième cycle en arts plastiques (histoire de l'architecture), tous deux à l'université Paris VIII. 

## Connaissance et hospitalité
Sa pensée est centrée sur une métaphysique où l'esthétique et l'hospitalité jouent un rôle primordial, à la recherche d'une résistance à l'anéantissement de l'autre avec son propre corps. L’hospitalité est appréhendée en tant qu'antidote contre l’arrogance d’une pensée autoritaire qui, avec ses camouflages multiples ne cesse de menacer l’étant concret et métisse. Il est également l’auteur d'essais sur Alberto Giacometti, visant à repérer les marges philosophiques d’une œuvre qui a mis au premier plan le désir de connaître en sculpture et en peinture

## Ouvrages (sélection)
- Alberto Giacometti. Le colossal, la mère, le “sacré”, préface de René Schérer, Lausanne, L’Âge d'Homme, 1993.
- Saggio sulla discesa della bellezza. Linee per un'estetica, Milan, Jaca Book, 1995.
- Alberto Giacometti. La somiglianza introvabile, Milan, Jaca Book, 1998.
- Cose che sporgono, poèmes, Lugano, “alla chiara fonte”, 2004 ( "Livre de la Fondation Schiller suisse 2005").   http://www.allachiarafonte.com/index1.php?mp=single_article&id_imm=86&left=1#inizio
- Il riposo dell'amato. Una metafisica per l'uomo nell'epoca del mercato come fine unico, Milan, Jaca Book, 2005.
- Storia, memoria, arte sacra tra passato e futuro, in Sacre Arti, par F. Gualdoni, textes de Tristan Tzara, S. Yanagi, Titus Burckhardt, Bologne, FMR, 2008, p. 166-233.
- La résistance de l'autre et sa beauté, in "La revue blanche FMR", 2008, n. 4, p. 96-109.
- Bivacchi, poèmes, Balerna, Edizioni Ulivo, 2009.
- Resistenza e ospitalità, Milan, Jaca Book, 2010.
- A testa in giù. Per un'ontologia della vita in comune, avant-propos de René Schérer, Milan, Mimesis Edizioni, 2012.
- Tenere il passo, poèmes, préface de Jean-Charles Vegliante, Faloppio (Como), LietoColle, 2014.
- Alberto Giacometti. L'espace et la force, Paris, Éditions Kimé, 2016.
- Graphics on the Border between Art and Thought / Alberto Giacometti. Grafica al confine fra arte e pensiero, éds. Jean Soldini et Nicoletta Ossanna Cavadini, Milan, Skira, 2020.
- Schiave e minatori. Versi per una scena, Museo Vela, Ligornetto, 2021.
- Il cuore dell'essere, la grazia delle attrazioni. Tentativi di postantropocentrismo, préface de Roberto Diodato, Milan-Udine, Mimesis Edizioni, 2022.
- Quaderno a righe. Poesie 2014-2022,  préface de Angelo Maugeri, Forlimpopoli, L'Arcolaio, 2023